# Elezioni parlamentari in Marocco del 2007
Le elezioni parlamentari in Marocco del 2007 si tennero il 7 settembre per il rinnovo della Camera dei rappresentanti.
In seguito all'esito elettorale, la guida del governo fu assegnata all'esponente del Partito dell'Indipendenza Abbas El Fassi, sostenuto anche da Movimento Popolare, Raggruppamento Nazionale degli Indipendenti, Unione Socialista delle Forze Popolari e Partito del Progresso e del Socialismo.

## Risultati
| Liste                                              | Voti      | %     | Seggi |
| -------------------------------------------------- | --------- | ----- | ----- |
| Partito della Giustizia e dello Sviluppo           | 503.396   | 10,93 | 46    |
| Partito dell'Indipendenza                          | 494.256   | 10,73 | 52    |
| Raggruppamento Nazionale degli Indipendenti        | 447.244   | 9,71  | 39    |
| Movimento Popolare                                 | 426.849   | 9,26  | 41    |
| Unione Socialista delle Forze Popolari             | 408.945   | 8,88  | 38    |
| Unione Costituzionale                              | 335.116   | 7,27  | 27    |
| Partito del Progresso e del Socialismo             | 248.103   | 5,38  | 17    |
| Fronte delle Forze Democratiche                    | 207.982   | 4,51  | 9     |
| Movimento Democratico e Sociale                    | 168.960   | 3,67  | 9     |
| Partito Laburista                                  | 140.224   | 3,04  | 5     |
| Partito Nazional-Democratico - Al Ahd              | 139.688   | 3,03  | 9     |
| Partito dell'Ambiente e dello Sviluppo             | 131.524   | 2,85  | 5     |
| Alleanza della Sinistra Democratica (PADS-CNI-PSU) | 98.202    | 2,13  | 6     |
| Partito del Rinnovamento e dell'Equità             | 83.516    | 1,81  | 4     |
| Unione Marocchina per la Democrazia                | 76.795    | 1,67  | 2     |
| Partito Socialista                                 | 67.786    | 1,47  | 2     |
| Al Ahd                                             | 57.952    | 1,26  | 3     |
| Partito Nazional-Democratico                       | 56.176    | 1,22  | 2     |
| Iniziativa Cittadina per lo Sviluppo               | 50.278    | 1,09  | 1     |
| Partito della Riforma e dello Sviluppo             | 47.141    | 1,02  | -     |
| Partito Marocchino Liberale                        | 46.526    | 1,01  | -     |
| Partito della Rinascita e della Virtù              | 36.781    | 0,80  | 1     |
| Alleanza delle Libertà                             | 34.801    | 0,76  | 1     |
| Partito delle Forze Cittadine                      | 31.207    | 0,68  | 1     |
| Partito Democratico dell'Indipendenza              | 31.105    | 0,68  | -     |
| Congresso Nazionale Ittihadi                       | 25.695    | 0,56  | 1     |
| Partito dell'Azione                                | 24.384    | 0,53  | -     |
| Partito del Centro Sociale                         | 22.826    | 0,50  | -     |
| Partito Socialista Unificato                       | 20.353    | 0,44  | -     |
| Partito della Speranza                             | 16.376    | 0,36  | -     |
| al-Badil al-Hadari                                 | 15.600    | 0,34  | -     |
| Partito Socialista Democratico                     | 10.973    | 0,24  | -     |
| Partito Annahda                                    | 10.156    | 0,22  | -     |
| Partito della Libertà e della Giustizia Sociale    | 5.452     | 0,12  | -     |
| Partito dell'Avanguardia Democratica Socialista    | 3.761     | 0,08  | -     |
| Senza appartenenza politica                        | 81.364    | 1,77  | 5     |
| Totale                                             | 4.607.493 |       | 325   |

- I risultati forniti dal Ministero sono diversi per le seguenti liste: PJB (505.822), PND-Alahd (130.643), PADS-CNI-PSU (100.924), Alahd (72.444), PND (51.271).